# Корлеоне

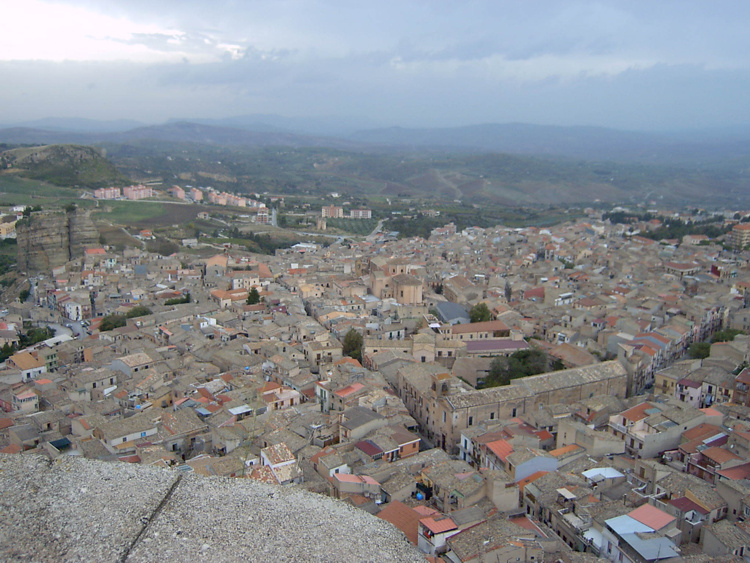

Корлеоне (італ. Corleone, сиц. Cunigghiuni) — муніципалітет в Італії, у регіоні Сицилія, метрополійне місто Палермо.
Корлеоне розташоване на відстані близько 460 км на південь від Рима, 34 км на південь від Палермо.
Населення — 11 244 особи (2014).
Покровитель — San Leoluca.

## Демографія
Населення за роками:

Станом на 1 січня 2023 року в муніципалітеті офіційно проживали 152 іноземці з 25 країн, серед них 71 громадянин країн Євросоюзу.

## Клімат
| CORLEONE         | Місяці | Місяці | Місяці | Місяці | Місяці | Місяці | Місяці | Місяці | Місяці | Місяці | Місяці | Місяці | Пора | Пора | Пора | Пора | Рік  |
| CORLEONE         | Січ    | Лют    | Бер    | Кві    | Тра    | Чер    | Лип    | Сер    | Вер    | Жов    | Лис    | Гру    | Зим  | Вес  | Літ  | Осі  | Рік  |
| ---------------- | ------ | ------ | ------ | ------ | ------ | ------ | ------ | ------ | ------ | ------ | ------ | ------ | ---- | ---- | ---- | ---- | ---- |
| Темп. макс. (°C) | 11.1   | 12.5   | 15.1   | 16.8   | 23.2   | 28.6   | 31.3   | 31.4   | 27.3   | 22.0   | 16.9   | 13.0   | 12.2 | 18.4 | 30.4 | 22.1 | 20.8 |
| Темп. мін. (°C)  | 3.3    | 3.6    | 5.2    | 6.7    | 10.6   | 14.9   | 17.5   | 17.8   | 15.1   | 11.6   | 7.9    | 5.2    | 4    | 7.5  | 16.7 | 11.5 | 10   |

## Персоналії
- Святий Бернард з Корлеоне (1605—1667) — католицький святий з Італії.

## Сусідні муніципалітети
- Бізаккуїно
- Кампофеліче-ді-Фіталія
- Кампофьорито
- К'юза-Склафані
- Контесса-Ентелліна
- Годрано
- Меццоюзо
- Монреале
- Палаццо-Адріано
- Прицці
- Роккамена